# Orlaya daucoides
Orlaya daucoides är en växtart i släktet blomsterkörvlar och familjen flockblommiga växter. Den beskrevs av Carl von Linné och fick sitt nuvarande namn av Werner Greuter. Arten förekommer mellan Medelhavsområdet och norra Iran.